# 高玉城
高玉城（たかたまじょう）は、福島県郡山市熱海町高玉にあった日本の城（山城）。現在は建物はなく城跡のみ残る。

## 概説
高玉館と呼ばれることも多い。築城年は不明だが、戦国時代から安土桃山時代頃にかけて二本松氏の庶流、高玉氏の居城として使用されていた。
1589年（天正17年）、伊達政宗の蘆名氏攻めの際、政宗の家臣片倉景綱に攻められて落城、城主の高玉常頼は討死した。落城後には政宗が撫で斬りを命じたため、その4年前の小手森城と同様、城内の兵など全員が殺害された。
現在は福島県道24号中の沢熱海線沿いの高司神社付近、磐梯熱海IC寄りに城跡の碑が建てられており、その背後にある山に堀や土塁の跡とみられる地形が残っている。